# Thamnocephalis sphaerospora
Thamnocephalis sphaerospora är en svampart som beskrevs av R.K. Benj. & Benny 1992. Thamnocephalis sphaerospora ingår i släktet Thamnocephalis och familjen Sigmoideomycetaceae.   Inga underarter finns listade i Catalogue of Life.